# Иванов, Евгений Платонович
Евге́ний Плато́нович Ивано́в (2(14) мая 1884, Нижний Новгород — 6 мая 1967) — русский писатель

 и драматург, этнограф, фольклорист. Двоюродный племянник Аполлинарии Сусловой, переписка с которой, по признанию Иванова, существенно повлияла на его литературное самоопределение.

## Биография
Родился и вырос в семье, где и отец, и мать были "литературными"  людьми, мать писала заметки о театре и музыке, отец (купец, ставший нотариусом) — сатирические стихи и эпиграммы. Мать, урождённая Суслова, была двоюродной сестрой А. П. Сусловой. Образование получил в Императорском лицее в память Цесаревича Николая (в Москве). Служил шесть лет нотариусом. 
В Нижнем Новгороде Иванов работал нотариусом в конторе отца, одновременно публикуя в местных изданиях рассказы и пьесы (две из них были поставлены в сезоне 1909—1910). После переезда семьи в Москву (1910) Иванов занялся журналистикой и литературой профессионально.
Автор гимнов «В честь трёхсотлетнего юбилея Царствовующего Дома Романовых» и «В честь столетнего юбилея Отечественной войны 1912 года». 
Автор целого ряда драматических произведений, шедших многократно на сцене: «Трясина»; «Сны»; «Дневник смерти»; «Белая дева»; «В огнях»; «На бой»; «Золотой бог»; «Осуждённый»; «Кошмарный путь»; «Душить»; «По какому пути?»; «В боевых огнях»; «У клеткт львов»; «Смейся, любящий смех»; «Звери и люди»; «Под свист хлыста»; «Шапито», «Сдержи свой смех»; «Голод-Холод»; «Золото»; «Золотая смерть»; «Esse»; «Спи человек» и др. Иванов был модным драматургом; особенным успехом пользовались его драмы «У клетки львов» и «Человечики» (обе 1914). 
В 1913—1914 гг. издавал журнал «Театр в карикатурах», в котором помимо хроники и рецензий (не только на спектакли, но и на концерты, выставки, новые книги) публиковались художественные произведения — в частности, первая публикация стихотворения Маяковского «Скрипка и немножно нервно» (с Маяковским Иванов много контактировал в 1914—1915 гг.; сохранились четыре шаржа Маяковского на Иванова и конспект устных воспоминаний Иванова о Маяковском на литературной встрече 1934 г.).
В  1915 г. поступил в Московский археологический институт и окончил его. Большую часть своей дальнейшей жизни Иванов занимался этнографией, изучением русского народного театра, обрядов и т. п.
До революции состоял секретарём Лефортовского отделения Дамского попечительства о бедных в Москве и училища Его императорского высочества принца П. Г. Олденбургского.
В 1918 году организовал при кафе Всероссийского союза артистов сцены ежедневные артистические представления "балаганчик искусств", где сам был и режиссёром, и вёл конферанс.
В 1924 г. он был одним из организаторов Первого научно-этнографического театра, в котором реконструировались старинные русские обряды и ритуалы. 
В 1937 г. подготовил и выпустил книгу-альбом «Русский лубок», в дальнейшем работал над сборником «Орнаменты народов СССР», изданию которого помешала начавшаяся Вторая мировая война. Предмет особого научного интереса Иванова составляло скоморошество, понимаемое весьма широко.
Наиболее известным трудом Иванова является составленный им сборник народных речений, опубликованный в 1982 г. А. П. Чудаковым под названием «Меткое московское слово»: в сборнике собраны слова, выражения и целые речевые фрагменты, записанные у городского населения и воспроизводящие сословные и профессиональные особенности речи.
Похоронен на Ваганьковском кладбище (3 уч.).

## Публикации
- Иванов Е. П. Русский народный лубок. С 90 одноцветными и 13 красочными репродукциями. М.: ИЗОГИЗ, — 1937.
- Иванов Е. П. Меткое московское слово. Быт и речь старой Москвы / Научное редактирование, вступительная статья, примечания А. П. Чудакова. М.: Московский рабочий. — 1982.